# Хандаліївська волость
Хандаліївська волость — історична адміністративно-територіальна одиниця Павлоградського повіту Катеринославської губернії.
Станом на 1886 рік — складалася з 2 поселень, 2 сільських громад. Населення — 981 особа (477 осіб чоловічої статі та 504 — жіночої), 181 дворове господарство.
|                     | Площа, десятин | У тому числі орної, дес. |
| ------------------- | -------------- | ------------------------ |
| Сільських громад    | 1562           | 1376                     |
| Приватної власності | 5832           | 5400                     |
| Іншої власності     | 33             | 13                       |
| Загалом             | 7427           | 2221                     |

Поселення волості:
- Хандаліївка — село при річці В'язівка за 25 верст від повітового міста, 763 особи, 140 дворів, церква православна, школа, лавка, ярмарок.
- Оленівка (Мурав'ївка) — село при річці В'язівка, 218 осіб, 41 двір.